# Hilaira syrojeczkovskii
Hilaira syrojeczkovskii là một loài nhện trong họ Linyphiidae.
Loài này thuộc chi Hilaira. Hilaira syrojeczkovskii được Kirill Yuryevich Eskov miêu tả năm 1981.